# Maksim Pietrow
Maksim Władimirowicz Pietrow (ros. Максим Владимирович Петров ur. 1965 w Petersburgu) – rosyjski lekarz i seryjny morderca, znany jako Doktor Śmierć. Zamordował 11 starszych osób w Petersburgu w latach 2000–2002.

## Biografia
Pietrow był lekarzem pogotowia ratunkowego. Pracował w szpitalu w Petersburgu, gdzie zdobył reputację spokojnego i sumiennego pracownika. Wykorzystując swoją wiedzę medyczną oraz dostęp do danych pacjentów, typował ofiary – głównie osoby starsze i samotne.

## Zbrodnie
W okresie od 2000 do 2002 Pietrow wchodził do domów pacjentów, podając się za lekarza prowadzącego wizyty domowe. Pod pretekstem podania leków obniżających ciśnienie, aplikował ofiarom zastrzyki z silnymi lekami uspokajającymi. Gdy ofiary zasypiały, okradał mieszkanie. Z czasem zaczął celowo podawać ofiarom trujące mieszanki leków. Jeśli ofiara wciąż żyła, dobijał zadając ciosy przedmiotami znalezionymi w mieszkaniach ofiar (np. nożem, śrubokrętem czy młotkiem). Następnie okradał mieszkania z pieniędzy i kosztowności oraz je podpalał.

## Aresztowanie i proces
Pietrow został zatrzymany w czerwcu 2002, gdy próbował dostać się do mieszkania kolejnej ofiary. W trakcie śledztwa przyznał się do 19 zabójstw. Podczas procesu uznano go za winnego 11 morderstw i skazano na karę dożywotniego pozbawienia wolności. Został osadzony w kolonii karnej o zaostrzonym rygorze.